# Sportanthropologie
Die Sportanthropologie als vergleichende Biologie des sporttreibenden Menschen beschäftigt sich mit den Somatotypen, der Körperzusammensetzung sowie den Proportionen der Athleten, aber auch mit sportwissenschaftlich relevanten Fragen der Evolution von Bewegungsapparat oder Herzkreislaufsystem. 
Die Sportanthropologie zielt auf die metrische Erfassung der sportrelevanten morphologischen Merkmale. 
Die Körperzusammensetzung wird dabei mittels Kalipermetrie, Bioelektrischer Impedanzanalyse, Densitometrie, DEXA (dual-energy X-ray absorptiometry, Verfahren zur Knochendichtemessung) usw. erfasst. 
Zur Bestimmung der Konstitutionstypen werden verschiedene Theorien herangezogen (u. a. Kretschmer, Sheldon, Conrad, Rainer Knussmann, Heath/Carter, Parnell, …). 
Weitere Bestandteile der Sportanthropologie sind der Einfluss der Chronobiologie und physischer Belastung auf die Anthropometrie (z. B. Blutgruppen, humangenetische Parameter, …) sowie Ernährung, Adipositas, Weight Cycling, Doping-Stigmata, Anorexia athletica und Geschlechtsbestimmung (C. Raschka, 2006).